# Regnat de Yuanjia
El Regnat de Yuanjia va ser un període en la història xinesa sota la Dinastia Liu Song el va ser relativament ric i estable en comparació amb períodes anteriors i posteriors. Aquest es va produir sota la diligència de l'Emperador Wen de la dinastia Liu Song, que era un capaç administrador. Amb la seva administració, la major part de la Xina va gaudir d'un període de relativa tranquil·litat i calma durant el període inestable de les Sis Dinasties. El funcionaris de l'administració també van ser coneguts per la seva capacitat i eficàcia.